# 이천 영월암 석조광배 및 연화좌대
이천 영월암 석조광배 및 연화좌대(利川 映月庵 石造光背 및 蓮華座臺)는 대한민국 경기도 이천시 관고동의 이천 영월암 내에 있는 문화유적이다. 1986년 4월 14일 이천시의 향토유적 제3호로 지정되었다.

## 개요
영월암이 창건되었을 당시 함께 조성된 것으로 추정되는 석조광배와 연화좌대로, 원래 중앙에는 불상이 있었으나 없어지고 옆으로 쓰러져 있던 연화좌대를 1980년대 새로 조성해 안치해 둔 채 보존되어 있다.
석조광배와 연화좌대는 화강암 하나를 깎아 만든 것으로, 석조광배는 위 끝이 뾰족한 단형거신광으로 깎여 있다. 2조로 된 융기선으로 두광과 신광을 표현했으며, 전체 크기는 높이 156 cm, 폭 118 cm, 두께 45 cm이다.